# 허경징
허경징(許景澄, 1845년 – 1900년)은 청나라 말기의 외교관이자, 관료였다. 자는 죽운(竹篔) 또는 죽균(竹筠)으로 불렸다.

## 개요
절강성(浙江省) 가흥(嘉興) 출신으로, 1868년에 진사가 되었고, 서길사(庶吉士)로 선정되어 한림원(翰林院) 편수가 되었다. 1884년, 프랑스, 독일, 이탈리아, 오스트리아, 네덜란드, 벨기에 공사가 되었다. 재임 중에 전함 ‘정원’를 접수했고, 게다가 스스로 조선 공장을 시찰하고 《외국사선표》(外國師船表)를 저술하여 조정에 해로 방어의 강화를 호소했다. 1890년 다시 러시아, 독일, 오스트리아, 네덜란드 공사로 내각 학사로 승진했다. 1892년 러시아가 파미르고원에 출병했을 때 국경 협상을 담당했다.
1896년, 러청은행과 상트페테르부르크에서 동청 철도 부설에 관한 협약을 맺었다.
1898년, 총리각국사무아문의 대신, 예부좌시랑, 중동철도공사 감독관으로 임명되었다. 후에 이조(吏部)로 전출되어, 경사대학당(京師大學堂, 현재의 북경 대학) 총교습(總敎習, 총장), 관학대신(管學大臣)에 임명되었다.
1900년, 의화단운동(義和團運動)이 일어나자 허경징은 의화단을 북경(北京)에 들이지 않도록 노력했다. 그러나 8개국 연합군이 대고포대(大沽砲臺)를 점령하자 조정은 의화단을 이용하게 되었고, 또한 관병으로 각국의 공사관을 공격했다. 허경징은 서용의, 원창과 함께 의화단을 신뢰하고 각국에 선전포고를 하는 일이 없도록 간언했다. 그러나 서태후의 분노를 사 7월 29일에 원창과 함께 처형되었다.

## 기념
1909년, ‘문숙’(文肅의) 시호가 주어졌고, 서용의, 원창과 함께 삼충(三忠)이라고 불리며, 항저우의 서호에 삼충사(三忠祠)가 지어졌다.